# Grebine (groblje, Rašćani)
Grebine je srednjovjekovno groblje u selu Rašćanima, Grad Vrgorac.

## Opis
Srednjovjekovno groblje Grebine nalazi se sjeverno od zaseoka Pejkovići uz put koji ide preko polja u Rašćanima. Radi se o srednjovjekovnom groblju sa stećcima koje nastaje tijekom 15. st. uz J stranu puta. Sačuvano je 6 stećaka, 3 ploče i 3 sljemenjaka na postolju. Stećci su većih dimenzija, grublje obrade te osim jedne ploče i sljemenjaka, neukrašeni. Sljemenjak na postolju na S strani je ukrašen s osmerokrakom zvijezdom, polumjesecom i svastikom, na I i Z strani je križ, na J mač i štit. Ploča je ukrašena po sredini s velikim križem zaobljenih krajeva. Oko stećaka vide se ulomci stećaka, a pojedini ulomci su uzidani i u suhozide okolnih parcela južno od stećaka.

## Zaštita
Pod oznakom Z-6709 zavedeno je pod vrstom "arheologija", pravna statusa zaštićena kulturnog dobra, klasificirano kao "kopnena arheološka zona/nalazište".